# سندی اسپرینگ بنک
سندی اسپرینگ بنک (انگلیسی: Sandy Spring Bank) شرکت خدمات مالی و بانکداری آمریکایی است، که در سال ۱۸۶۸ تأسیس شد.